# Inge Thulin
Gert Inge Thulin, född 9 november 1953 i Västra Skrävlinge församling i Malmö, är en svensk-amerikansk företagsledare som var bland annat styrelseordförande och VD för konglomeratet 3M Company. Han var också ledamot i petroleumbolaget Chevron Corporation mellan 2015 och 2020.
Thulin studerade Economics and Marketing vid Handelshögskolan vid Göteborgs universitet och vid IHM Business School.
Thulin har varit verksam inom 3M sedan 1979, då han började på avdelningarna för försäljning och marknadsföring. Thulin blev I maj 2011 vicepresident och COO för 3M och var chef för koncernens sex affärsområden samt för verksamheten utanför USA. Under hans tid i ledningen växte omsättningen till 20 miljarder amerikanska dollar, som är två tredjedelar av koncernens totala omsättning. I februari 2012 efterträdde han George W. Buckley som chef för företaget.
Inge var sommarpratare 2018.

## Utmärkelser
- H.M. Konungens medalj i guld av 12:e storleken i Serafimerordens band (2019) för förtjänstfulla insatser som svensk-amerikansk företagsledare.[10]